# Doryrhamphus dactyliophorus
Doryrhamphus dactyliophorus är en fiskart som först beskrevs av Pieter Bleeker 1853.  Doryrhamphus dactyliophorus ingår i släktet Doryrhamphus och familjen kantnålsfiskar. IUCN kategoriserar arten globalt som otillräckligt studerad. Inga underarter finns listade i Catalogue of Life.